# Xenomorf
L'Alien o xenomorf és un ens biològic extraterrestre parasitoide fictici, antagonista de la tetralogia cinematogràfica de la sèrie Alien, amb aparicions en preqüeles, seqüeles, còmics, novel·les, videojocs i crossover com Alien vs. Predator.

## Creació i disseny

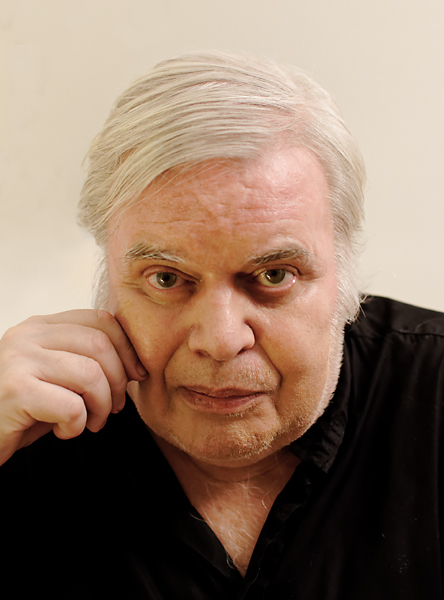
H. R. Giger, dissenyador artístic de la criatura.

El disseny del xenomorf es va basar en la criatura del planeta Cairos 2, dissenyada per l'artista suís H.R. Giger.

## Nom
En la saga, aquest Alien no té un nom específic popular; comunament és anomenat "la cosa", "la criatura", "bestiola" o "drac", també "La Mort Negra" com els criden els Yautjas (Depredadors).
Segons la sèrie de còmics, el seu nom científic fictici és Linguafoeda acheronsis (llengua mortífera d'Acheron), encara que també és anomenat Internecivus raptus (Lladre mortífer).
El nom tècnic "xenomorf" (literalment "forma extraterrestre") va ser donat per l'oficial William Gorman basant-se en la nomenclatura tècnica que identifica a un potencial organisme d'origen no terrícola. El nom és usat en Aliens i en una escena eliminada de Alien 3.

## Origen
L'origen dels xenomorfs és plantejat en la pel·lícula Prometheus de Ridley Scott, en la qual es deixa veure que la raça dels "Enginyers" (també coneguts com a Space Jokeys o Biomecanoides) van usar el planeta Terra per experimentar i van sembrar el seu ADN com a base per crear la vida en el que semblava ser una sèrie d'experiments en diferents planetes per crear formes de vida sense que es tingui plena certesa de la fi que perseguien.
Juntament amb això, els Enginyers van crear un agent patogen que era utilitzat en els ecosistemes utilitzats per als seus experiments una vegada determinaven que era l'hora d'eliminar-los, aquest compost una vegada alliberat era assimilat ràpidament en entrar en contacte amb un hoste biològic, sigui un animal o ésser viu no vegetal i acabava amb ells la totalitat de les vegades, a vegades fent que una agressiva i violenta criatura es gestés dins de l'hoste. Encara que mai s'ha esmentat si això es feia per erradicar les formes de vida que creaven o si aquestes eren creades per incubar les criatures del patogen.
Aquest primer prototip experimental de l'arma seria conegut en el rodatge de la pel·lícula com "protoalien" i també com "La diaca" o "The Deacon". No obstant això, el naixement de la raça xenomorf és anterior; tal com es revelaria en els murals de la nau dels "Enginyers" que es trobava apostada en el planetoide LV-223, on s'observen una sèrie de gravats de l'espècie en les parets, que parlen d'una experimentació genètica amb l'agent patogen, amb diferents espècies extraterrestres primitives, que li va permetre crear en el procés a diferents varietats d'aliens, inclosos els xenomorfs clàssics i les seves reines.
A partir del narrat en la pel·lícula "Alien: Covenant", s'explica que aquestes investigacions van ser descobertes i reiniciades per l'ara restaurat i evolucionat androide David, qui després d'arribar al món natiu dels Enginyers, assassinar la doctora Shaw i exterminar als nadius, es dedicaria a experimentar amb l'agent patogen durant molt temps, i així va poder recrear un xenomorf perfecte.
No obstant això, se sap que molt abans que David aconseguís crear aquest espècimen, els Enginyers ja els produïen en massa i els transportaven per la galàxia en naus per als seus experiments. La nau "Croissant" (com fos anomenada per Ridley Scott en una entrevista prèvia a l'estrena mundial de Alien: Covenant) de Alien, el vuitè passatger, estavellada en LV-426, contenia el cadàver fossilitzat d'un Enginyer pilot que havia mort segles enrere per causa d'un rebentapits; a més els cellers d'aquesta nau estaven repletes d'ous perfectament evolucionats tant d'obreres com de reines, per la qual cosa es dedueix que el pilot va morir enmig d'una missió d'infestació.
Una altra prova de l'antiguitat d'aquesta raça és la saga d'Aliens versus Predator (univers creat pels diferents còmics de les dues franquícies cinematogràfiques, i que serien també portades al cinema), que mostrava que els xenomorfs des de fa segles eren part valuosa de la cacera i rituals dels Yautja i gràcies a aquests es trobaven presents en diversos planetes.
Posteriorment, els integrants de la tripulació de la Nostromo serien els que trobarien a les criatures de la nau abandonada en LV-426 30 anys després dels incidents vists en Covenant. Aquí es veu aparèixer per primera vegada al ja clàssic i conegut xenomorf.
En el còmic Aliens: Outbreak es mostra una versió alternativa al cànon, que planteja que al món natal dels xenomorfs, no són l'espècie dominant sinó una baula més de la cadena alimentosa d'aquest planeta. Els xenomorfs es van tornar una plaga incontrolable quan van ser trets del seu hàbitat natural i l'equilibri es va trencar; això desmentiria la teoria que van ser creats per l'espècie dels Enginyers.

## Característiques

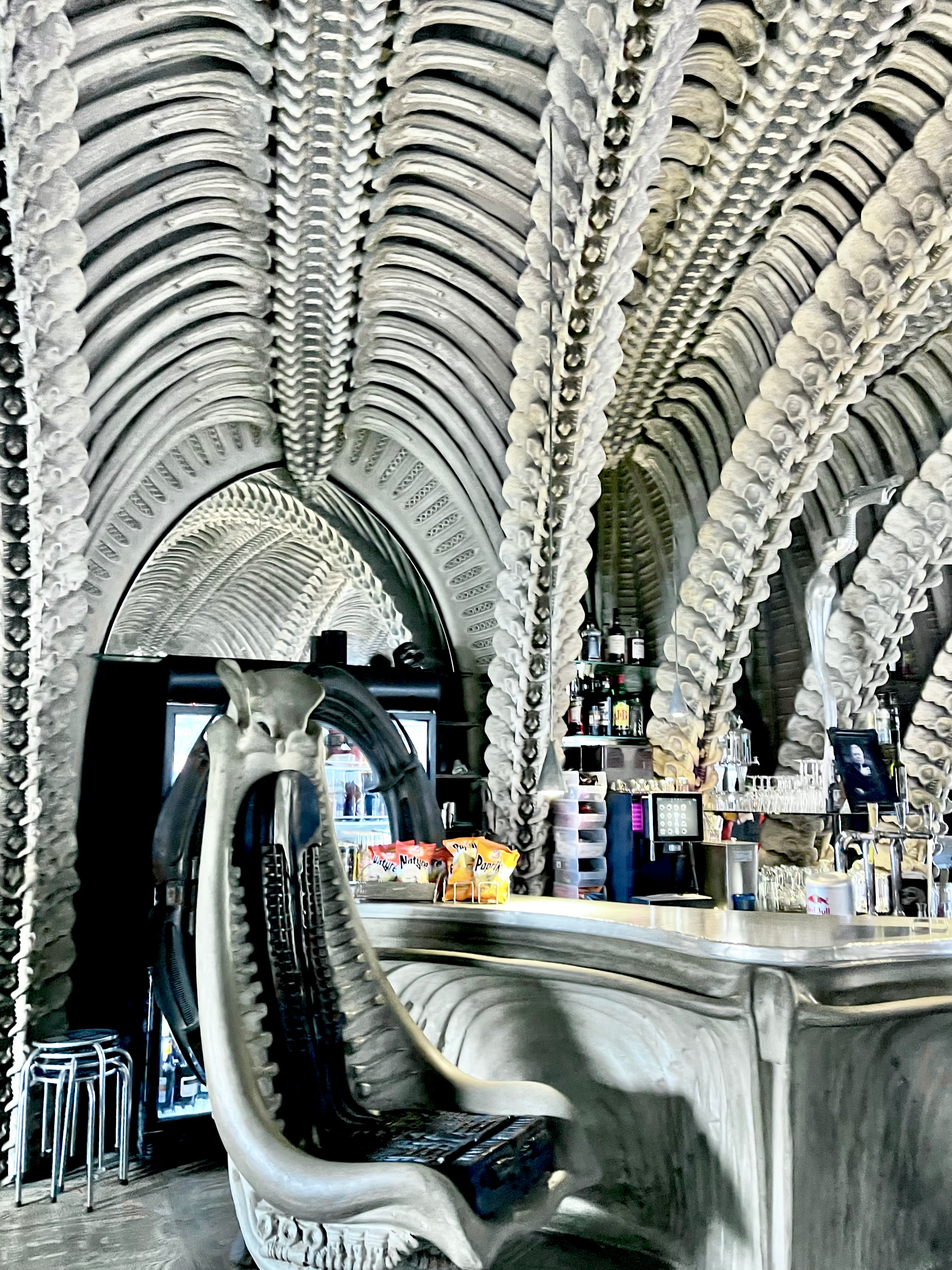
Giger Bar en Suïssa

### Intel·ligència i comunicació
Els xenomorfs han demostrat ser éssers intel·ligents, però sempre en un nivell animal, freturosos totalment de desenvolupament tecnològic o individualitat. En tota la sèrie aquests personatges apareixen completament nus i incapaços de crear eines.
Un dels seus mitjans de comunicació són les feromones. Amb elles al costat del control mental, una reina pot manejar als altres xenomorfs del seu rusc. Igualment, la resta dels xenomorfs segreguen una feromona en forma de gel que serveix com a marca per identificar els membres d'un rusc per l'olfacte, si els membres una colònia detecta l'aroma de les feromones d'un xenomorf aliè a ella, per instint identifiquen a aquest individu com a intrús i procedeixen a matar-ho.
Referent a la seva memòria, els xenomorfs posseeixen una memòria genètica, la qual els és transmesa dels seus progenitors; qualitat que els permet heretar records d'altres generacions prèvies.

### Adaptabilitat genètica
Probablement, una de les qualitats més sorprenent dels xenomorfs és l'ADN reflect, és a dir la capacitat d'adquirir mitjançant algun mecanisme desconegut de transferència horitzontal de gens, una porció de l'ADN dels hostes en els quals s'incuben; i amb això assimilar algunes de les característiques genètiques i fenotípiques d'aquest organisme. En general, és una porció tan moderada del codi genètic de l'hoste, que el canvi és pràcticament imperceptible; no obstant això, de vegades la transferència de gens és prou intens per fins i tot transformar la fisonomia de la criatura. Exemple d'això es presenta en la tercera pel·lícula de la sèrie, la criatura de la qual neix d'un gos Rottweiler (un boví segons la versió del director), transformant-se així en un "Corredor", quadrúpede petit i veloç, mentre que aquells allotjats en els Yautja es transformen ocasionalment en els híbrids anomenats Predalien.
Se sap que almenys les reines xenomorfes posseeixen memòria hereditària codificada a escala genètica, la qual no funciona al nivell de rituals o instints com succeeix en moltes altres espècies, sinó també hereta els records concrets dels seus progenitors i hostes anteriors. Quan Ellen Ripley és clonada en el film Alien: Resurrection, part de l'ADN de la reina que incubava li va ser transmès i gràcies a això ella va adquirir la capacitat de memòria genètica del xenomorf, per la qual cosa el clon posseïa els records i gran part de la personalitat de l'original.

### Dieta
La dieta del xenomorf està composta principalment per carn de qualsevol ésser viu, la que és digerida per l'àcid de la seva sang i assimilada pel seu cos. Aquest particular sistema de digestió li permet al xenomorf alimentar-se de gairebé qualsevol cosa en èpoques d'escassetat. Fora del seu món natiu, i una vegada que l'ambient ja no tingui éssers vius per caçar, menjaran tot el que trobin al seu pas, no solament vegetals sinó també roques o metalls i una vegada que aquests s'acabin, recorreran al canibalisme.
El seu molt particular metabolisme els permet jornades extenses d'activitat amb un mínim de descans, no obstant això, per equilibrar tal exigència han d'alimentar-se contínuament i en enormes quantitats. Després de la seva arribada a un planeta, si no són detinguts immediatament, en pocs mesos el món serà un lloc totalment mort i infèrtil.
Quan una colònia ha acabat amb tots els recursos i espècies d'un planeta, els abellots se sacrifiquen per alimentar a la reina amb els seus propis cossos, una vegada que tota la colònia ha estat devorada per la reina, aquesta quedarà en un estat de catalèpsia fins que el planeta present algun senyal de vida novament.

### Qualitats de defensa i atac
Malgrat posseir cert grau d'intel·ligència, els xenomorfs actuen instintivament, i no utilitzen armes ni cap mena de tecnologia; però posseeixen una gran força, resistència i agilitat, a més de la capacitat d'adherir-se en les superfícies, la qual cosa li permet caminar per sostres i parets.
La seva primera defensa és el seu exoesquelet de polisacàrid mutat de silicón polaritzat, el qual ho protegeix d'impactes, temperatures extremes i fins i tot resisteix períodes perllongats a l'espai, en els apèndixs de les seves extremitats el seu exoesquelet acaba en puntes filoses que obren a manera d'arpes i agulló. Mentre que en alguns espècimens s'ha vist que la seva duresa s'atenua a mesura que s'apropa a la boca fins a obtenir la flexibilitat d'un parell de llavis.
Empren la seva llarga cua com a mètode de defensa i atac, aquesta acaba en una punta afilada, no tots la utilitzen en combat, però en ser usada és una arma de precisió letal i amb la força suficient per a aixecar amb ella a la seva víctima una vegada l'ha travessat.
La seva complexa mandíbula consta de dents davanters superiors o incisius superiors similars als dels humans, al costat d'un parell de canins allargats. A simple vista les dents dels xenomorfs no semblen estar composts d'os amb base de calci com els dels animals terrestres; tenen una aparença platinada, i una notòria resistència, capaces de trencar materials durs com metalls o roques. A aquesta poderosa dentadura se sumeixi una segona mandíbula retràctil provinent de l'esòfag, els xenomorfs poden atacar amb aquesta segona mandíbula traient-la a gran velocitat i copejant amb ella quan estan enfront dels seus adversaris, a manera d'un petit ariet; pel que sembla la utilitzen principalment per alimentar-se. Alguns xenomorfs tenen la capacitat de llançar una substància corrosiva per la boca.
Els xenomorfs posseeixen un tipus d'àcid desconegut en lloc de sang, com a sistema de defensa final. Aquest àcid no és solament un mètode de defensa, els xenomorfs no posseeixen aparell digestiu, per la qual cosa tota matèria ingerida pel seu organisme és dissolta per la seva sang i transformada en energia, això li permet alimentar-se pràcticament de qualsevol cosa. S'ha vist de vegades que ho utilitzin com a arma o eina, provocant-se ferides per esquitxar als seus oponents o per corroir elements com ara a parets o paranys.
Finalment, posseeixen una tolerància al dolor que els permet combatre àdhuc estant seriosament ferits. Si un xenomorf ha perdut algun membre o ha sofert ferides el seu potencial de combat es veurà amb prou feines afectat i continués atacant. En general, els mètodes més efectius per matar-los són la destrucció del cervell o tòrax, explosió, crivellament massiu o incineració.

#### Vulnerabilitat
Tenen una debilitat davant les armes de foc, la tecnologia Yautja i en general a qualsevol arma pesant de destrucció fulminant. Posseeixen una por instintiva al foc, malgrat que poden resistir flames fins a certes temperatures, però prefereixen escapar davant el menor senyal de combustió, per la qual cosa actuen generalment de nit o en llocs freds.

## Cicle de vida
El temps de vida d'un xenomorf depèn de l'etapa en la qual es troba.
Un xenomorf abellot (normal) igual que les seves altres subespècies compta amb el cicle de vida típic, primer és un ovomorph, que és l'estat d'ou d'un xenomorf, aquest ou en sentir un organisme resistent o amb bones característiques s'obre i d'aquí neix la segona etapa, l'abraça cares (facehugger), aquesta etapa té forma d'un aràcnid d'un color pàl·lid groguenc.
En estat de catalèpsia o criogènia la durada de la seva vida és indefinida, no obstant això, el seu rellotge biològic torna a córrer una vegada que estan en activitat, com succeeix amb la resta dels éssers vivents.

## Reproducció
La reproductora de cada rusc de xenomorfs és la reina, però existeixen excepcions dins dels altres xenomorfs adults del rusc, coneguts com a "Adults fèrtils".

### Adults fèrtils
En algunes ocasions en un rusc pot emergir també un subtipus de xenomorfs coneguts com a "adults fèrtils", aquests són xenomorfs, que sense ser reines posseeixen la capacitat de produir Trenca-pits. Per jerarquia, van situats entre la reina i les reines joves (anomenats "pretoriàs"), i compleixen les mateixes funcions dels abellots obrers, atrapen víctimes, cacen l'aliment de la reina, protegeixen la colònia i l'expandeixen.
Aquest tipus de xenomorf pot usar la seva habilitat de reproducció en dos casos, un és en el qual obté autorització de la reina per impregnar a les víctimes, per mitjà d'un ritual en el qual ells cacen a una víctima i la hi ofereixen a la seva reina perquè aquesta els permeti impregnar a més amb els seus embrions els quals li serien fidels a la reina; o en el cas que no hi hagi una reina ni una successora, per la qual cosa s'activa el seu poder de dominar als altres.
Aquests adults reproductors generalment són producte de la impregnació de determinades espècies de les quals hereten el sistema reproductiu de l'hoste, o l'assimilació del qual activa el seu propi. Encara que posseeixen intel·ligència superior a la dels abellots no es resisteixen al control mental que exerceix la reina sobre el rusc, per aquesta raó si no hi ha reina ells es veuen obligats a dominar als altres xenomorfs valent-se de la força, ja que no posseeixen els poders psíquics d'aquesta.

## Organització social de la colònia
Els xenomorfs són éssers de naturalesa eusocials que conformen un superorganisme colonial, els quals viuen en colònies similars les dels insectes himenòpters, regint-se per una estricta jerarquia, en el cim de la qual es troba la reina o mare de tots els xenomorfs d'aquest rusc en concret; aquesta és al seu torn protegida per les reines joves o reines "estèrils" o més comunament cridades pretoriàs, les quals no desenvolupen els seus poders psíquics, ni el seu sistema reproductiu fins a la mort de la reina anterior o fins a trobar nous territoris per a l'expansió.
Després en la jerarquia venen els abellots (traducció del terme anglès drone) o xenomorfs comuns, els quals defensen i sustenten el rusc. Per això, es creu que originalment van evolucionar d'una varietat d'artròpode, explicant així el seu aspecte i manera d'organització respecte a la resta de la seva espècie i el seu entorn. No obstant això, aquesta jerarquia pot trencar-se en el cas que es produeixin híbrids xenomorfs amb altres espècies, no acceptant-se entre elles.
Finalment, els ous i abraçacares, aquests dos últims encara que no posseeixin gran força o poder són considerats els més importants de la colònia, sense explicar a la reina, ja que són la base de la seva existència.

### Jerarquies dins del rusc

#### Reina
Generalment, tots els xenomorfs són asexuats excepte la reina. La vida d'aquesta i d'aquests és similar a la de les formigues o abelles. És la capdavantera, amb una grandària deu vegades major que els xenomorfs normals. Pot controlar a més de mig milió de soldats xenomorf per mitjà del control de feromones.
La forma de la reina és similar al dels abellots, però posseeix un exoesquelet de major grandària i grossor, amb crestes en la part posterior del seu cap que li donen l'aspecte d'una corona; els seus membres són més llargs i prims, comptant amb un parell de braços addicionals de menor grandària en el seu tòrax, sota els seus braços principals. La seva força és major a la de qualsevol membre de la seva espècie, i posseeix una intel·ligència superior que li permet controlar telepàticament a cada membre de la seva colònia.
L'alçada de la Reina ronda entre els 6 o 7 metres de longitud inclosa la cua, amb un pes al voltant de sis tones. Malgrat estar constantment envoltada de la resta del rusc, els qui estan disposats a matar o sacrificar-se abans de deixar que algun perill s'apropi a ella, és realment la criatura més forta de la seva societat. En cas que algun perill superi les defenses o el poder del rusc, la reina pot arribar a arrencar-se el seu aparell reproductor, el qual està situat sota les seves potes amb la forma d'una gegantesca beina o eruga des d'on surten els ous, una vegada lliure d'aquesta part del seu cos la seva velocitat màxima supera fàcilment els 66 km/h i posseeix la llibertat de moviment necessària per enfrontar directament les amenaces a la seva colònia, no obstant això, si no hi ha una successora, la colònia estarà destinada a l'extinció, ja que la reina mai podrà tornar a donar a llum.
Les reines poden aparèixer de diferents maneres. Una, la més comuna, per mitjà de l'abraçacares com els xenomorfs normals, amb la diferència que l'embrió triga més temps del normal a emergir de l'amfitrió; les reines que neixen per abraçacares, encara que són la forma més comuna en la qual es multipliquen, no es produeixen en gran nombre amb la finalitat de mantenir estable la jerarquia. S'ha dit que ocasionalment una regna cria, a diferència de la resta de l'espècie, no utilitzaria un amfitrió per gestar-se, ja que fins i tot naixent directament des de l'ou és prou fort per sobreviure en l'ambient.
La reina és l'encarregada de posar els ous, mitjà pel qual es reprodueix aquesta espècie: d'aquests naixerà la forma immadura que infecta a l'amfitrió per complir la segona fase de la seva vida com a paràsits.
Quan les cries de la reina creixen, pansa per l'etapa de pretorià, amb un aspecte similar a la d'una Reina però sense l'òrgan reproductor i sense els seus dos braços addicionals així com una menor grandària. En cas d'absència d'una regna adulta, el pretorià s'embolica en un capoll per convertir-se en la nova reina.
Una altra de les formes en les quals s'activa l'etapa de pretorià és per mitjà dels xenomorfs abellots, els quals si han superat el segle d'edat o han complert amb escreix a la seva Reina, són recompensats amb una gelea que la Reina pot crear, amb la qual es transformarien en Pretorians amb la seva metamorfosi alternativa que s'activa en el cas de l'absència d'una reina; aquesta els permet desenvolupar un aparell reproductor amb què posar els ous, així com la seva corona, intel·ligència, grandària i força.
En alguns còmics i videojocs, no solament els xenomorfs comuns canvien de forma amb el temps, sinó que també la reina evoluciona, arribant a convertir-se en una "Emperadriu", més gran, fort, amb una corona més elaborada i un altre parell de braços.

#### Ou
És el primer cicle de vida del xenomorf. Posseeix una forma similar a l'ou d'una au o rèptil, però allí acaba la similitud. No es falleix, ja que està fet de teixit orgànic; en lloc d'això, posseeix dos parells de llavis a través dels quals expulsa a l'abraçacares en detectar una font de vida adequada. Són de color ocre, i recentment llocs tenen una textura enganxosa, encara que amb el temps s'asseca sense alterar a l'abraçacares. La seva aparença és similar a una planta carnívora.

#### Abraçacares
En aquesta etapa larvària el xenomorf és semblant a una mà taronja (o a una aranya) amb vuit llargues potes amb múltiples articulacions i una cua, que utilitza a manera d'apèndix prensor. Surten dels ous que posa la reina en detectar una font considerable d'organismes vius, saltant i subjectant-se al capdavant de la víctima, enrotllant el coll amb la seva cua, atrapant el rostre amb les seves falanges i induint un estat de coma que dura fins poc abans del naixement.
Després d'unir-se al capdavant de la seva presa, aparentment mor, però realment la larva xenomorfa ha accedit a l'amfitrió amb un nou cos, niant en l'estómac o tòrax de l'amfitrió. La seva sang és un àcid orgànic groc-verdós molt corrosiu. En aquest estat larvari la seva ment és extremadament rudimentària, al punt de no discriminar a l'amfitrió encara que la seva influència en la gestació signifiqui un perill per a la colònia, com en el cas dels Yautja.
Intentar extreure'l significaria la mort de l'amfitrió, ja que s'atribueix la funció dels sistemes respiratori i circulatori durant la infecció.

#### Rebentapits

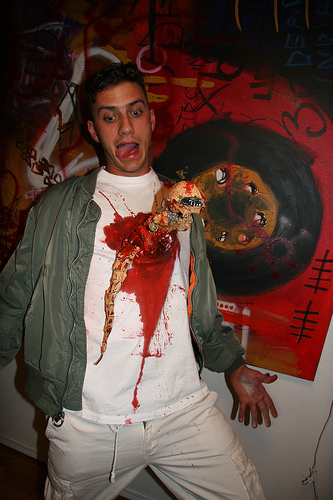
Recreació d'un rebentapits emergint.

El seu aspecte és el d'un adult, però el seu exoesquelet no ha madurat, per la qual cosa posseeix un color blanquinós; com que no es desenvolupa i les seves extremitats són encara petites, fa l'efecte de semblar una serp amb dents afilades (si és retirat abans d'hora no desenvolupa les seves extremitats fins a créixer una mica més).
Després d'un període d'incubació dins de l'amfitrió, surt esquinçant el seu pit i matant-ho; quan això ocorre en un lloc que no sigui en el seu propi niu, surt fugint a un lloc segur on créixer, ja que durant aquesta etapa encara no posseeix la closca i la força dels adults. Durant aquesta fase s'alimenta de les seves víctimes o formes de vida caçades prop del cau. A mesura que creix muda la seva pell, deixant-la on hagi estat. Quan la incubació és en el cau, els adults atrapen als amfitrions en les parets, fetes de resina (saliva solidificada) també anomenats capolls, on són infectats i després de morir seran l'aliment de les cries.
El seu desenvolupament dins de l'amfitrió varia entre alguns minuts i diverses hores, es creu el temps canvia depenent del lloc on va ser inoculat l'amfitrió, ja que si l'abraçacares s'aferra a la seva víctima en el cau, o un altre espai controlat pels xenomorfs, pot desenvolupar-se tranquil·lament i lentament, fent més llarg el temps d'incubació, però en un ambient aliè (el bosc en Aliens vs. Predator: Requiem) el seu desenvolupament sol ser més accelerat.
Es creu que el rebentapits posseeix una connexió amb el seu amfitrió que li permet percebre les seves reaccions, com en Aliens vs. Predator quan Alexa troba a Sebastian en el niu, o en Aliens, quan els marines troben a la dona en la beina, qui en despertar-se va indicar al rebentapits que s'apropaven. En altres casos, l'amfitrió té la suficient força de voluntat per retardar el sorgiment del rebentapits (Alien: Resurrection).

#### Adult
La forma de vida més comuna, ja que representen un 80% de la seva espècie. Definida generalment com una arma vivent.
De cap negre i allargada; en la joventut és llisa, però, en madurar, la coberta es desprèn deixant veure acanaladuras per evitar que el pes venci al xenomorf. Posseeix un crani dolicocefàlic (en el model de Giger, el disseny era un cap semitransparent la qual tenia un crani semblant a l'humà, però sense ulls ni òrbites).
Disposa de dos parells de mandíbules, una externa situada en la seva maixella i una altra interna retràctil que pot allargar-se prop de 20 cm. Aquesta última és usada com a arma, ja que es mou a gran velocitat (sol confondre's amb una llengua, però és l'extrem superior del seu esòfag). Encara que posseeixen ulls, aquests són rudimentaris i prefereixen guiar-se amb el seu agut olfacte, detectant les feromones de la seva presa.
Tenen endoesquelet, i un exoesquelet extremadament resistent, així com una gran capacitat de regeneració pròpia de la seva espècie. Disposen de sis filosos dits per mà i peu, i una cua en forma de fuet segmentat que està rematada en una punta reforçada en forma d'agulló.
Són extremadament àgils, sent capaços de moure's a grans velocitats fins i tot per sostres o sota l'aigua. La seva sang és una rara barreja de clorur de potassi i àcid sulfúric altament corrosiva.
El seu aspecte varia depenent de l'amfitrió del qual sorgeixen, podent heretar algunes de les seves característiques. No solament maten: també s'encarreguen de caçar víctimes que incubin nous xenomorfs.
En general, cacen de nit o en llocs de poca llum, a causa de la qual cosa se'ls considera éssers nocturns, però igualment poden trobar-se alguns individus actius de dia (bàsicament esquadrons que patrullen el niu i a la reina), si cal, tota la colònia es desperta i es torna tan feroç de dia com de nit. En general, no suporten la calor.
És l'estat en el qual passen la major part de la seva vida, prop de cent anys abans de tornar-se pretorians. A diferència dels humans, aquests xenomorfs manquen de genitals, ja que són asexuals. Mesuren al voltant de 2,30 metres, posseeixen una cua d'aproximadament 4 metres de llarg i solen pesar al voltant de 120 quilos.

#### Pretorià
Amb l'aspecte d'un xenomorf robust i de gran grandària, el pretorià sol considerar-se l'estat de creixement d'una reina alien jove que encara no ha desenvolupat la seva descomunal grandària ni els seus òrgans reproductors ni els seus 2 braços extra. Encara que també pot ser un abellot que ha viscut més de 100 anys o servit bé a la seva Reina i és recompensat amb la gelea reial amb la qual l'abellot té una espècie de "canvi de sexe". La seva tasca en el rusc és la de protector de la reina i de les seves cries, com un bon ajudant, o la de substituir a la Reina en cas que aquesta mori o hi hagi possibilitat d'expansió.
Solen ser més robusts i pesats que els xenomorfs comuns, tenen un cap similar a la de la reina i són molt més perillosos, encara que es creu que perden algunes facultats, com caminar per sostres i parets o escopir àcid.

### Altres varietats de xenomorfs
En sortir de l'ou, els abraçacares busquen un amfitrió prou gran (ni molt gran ni molt petit) per albergar un embrió; no obstant això, els abraçacares no distingeixen si una espècie és convenient o no a l'hora d'infectar i produir una possible hibridació; i per això al llarg de la història de l'espècie han aparegut diferents variants.
De vegades, la hibridació també pot crear-se artificialment mitjançant manipulació genètica, però en general apareixen espontàniament per l'habilitat ADN reflex propi dels xenomorfs la qual, depenent de l'amfitrió i de la quantitat d'ADN assimilat, transformarà l'aparença i les característiques de la criatura.

### Hibridació entre xenomorfs i altres espècies

#### Deacon i similars
En la precuela Prometheus, s'observen altres tres formes o varietats de xenomorf, unes varietats més primitives en forma de serp (possiblement una cria); i una altra en forma de calamar (anomenat "Trilobite"), el qual neix aparentment de l'assimilació de gens humans. Posteriorment de la impregnació de l'anomenat "Trilobite" amb un Enginyer, es formaria un híbrid xenomorf també anomenat Deacon; el qual tindria una forma molt similar als xenomorfs que enfronten els humans dècades més tard. El Deacon té un cos de color blau suau, quatre dits, el polze i les cames plantígrades, té dents d'herbívor i no posseeix una segona mandíbula com la resta de xenomorfs. La seva forma del cap també és diferent de la dels xenomorfs, sembla emergir del seu hoste usant el seu crani punxegut en lloc de simplement mossegar o copejar a través de la caixa toràcica. En el còmic Fire and Stone, s'indica implícitament que amb el pas de les dècades i afectat amb els accelerants genètics de la nau dels Enginyers, el Deacon va mutar en una gegantesca muntanya orgànica.

#### Corredor
També conegut com "El Drac", apareix a Alien 3. D'un color vermellós, es dona lloc a aquest espècimen quan un abraçacares implanta un embrió a un gos o a un bòvid. Igual que les cries canines (que es desenvolupen ràpidament), aquest xenomorf neix totalment en la seva forma adulta, encara que d'una grandària menor, en comptes de néixer com rebentapits. És un quadrúpede més veloç que un xenomorf convencional. La seva tolerància al foc sembla major a la dels abellots normals, ja que quan un d'ells s'enfronta a Ellen Ripley en el planeta Fury 161 va demostrar no témer al foc i va sobreviure després de nedar submergit en metall fos.
Existeix la variant anomenada Gran corredor, la qual enfronta Ripley en la versió del director d'Alien 3. A diferència del Corredor vist en la versió original, est neix d'una espècie bovina extraterrestre que era anomenada com a bestiar a Fúria 161; en comptes de néixer en infectar un gos. És similar al Corredor convencional en aspecte i coloració, no obstant això, la seva grandària és molta major, superant fàcilment els dos metres, també neix amb una forma adulta d'una grandària menor i posseeix les mateixes debilitats que aquest, ja que va morir de la mateixa forma en la versió del director.

#### Nounat
A Alien: Resurrection, el resultat és un híbrid entre humà i xenomorf nascut d'una reina, alterada genèticament i dóna a llum per part vivípar.
És una criatura grotesca de molta alçada, freturosa de cua i exoesquelet (solament endoesquelet), pell color carn, crani dolicocefàlic, amb gran força física en contrast a la seva complexió ossuda, ulls molt petits, cavitat nasal molt visible, però sense nas (la seva cara sembla un crani), llengua humana sense dentadura secundària.
Sent major afinitat cap a l'"amfitrió alterat" que cap a la regna mare per considerar-la la seva "veritable" mare. Aquesta criatura presenta emocions d'antipatia a humans i xenomorfs per igual. Atès que com Ellen Ripley és el resultat d'una clonació mentre tenia un alien dins, va absorbir habilitats extraterrestres (com la seva sang, que es converteix en part en àcid corrosiu), i va passar el mateix amb la Reina Alien, ja que Ripley li va afegir un segon cicle humà (per això la Reina Alien va parir al nounat mitjançant el seu úter) per mitjà d'una alteració genètica provocada per una fallada de la clonació de Ripley. Per aquesta raó el nounat va matar a la Reina (a la seva veritable nodrissa) i va reconèixer a Ellen Ripley com a la seva veritable mare.
Segons la novel·la de la pel·lícula, la llengua del nounat, malgrat ser similar a la d'un humà, pot actuar com la Segona Boca del xenomorf, produint dents petites. Possiblement, aquest ésser posseeix més característiques de les quals es coneixen, ja que va ser destruït al cap de poques hores de néixer i no va arribar a desenvolupar-se completament.

#### Predalien
Un híbrid de xenomorf i Yautja és una barreja excepcional. Segons es descriu en còmics i videojocs, és un híbrid molt rar de donar-se naturalment (exemple d'això és el primer videojoc Aliens vs. Predator, en el qual ells són creats de forma artificial barrejant ADN d'ambdues espècies). Aquest híbrid malgrat la seva perillositat, és considerat una peça de trofeu poc estimada pels Depredadors, aquests els cacen més per aviat per diversió; ja que ho consideren una deshonra i un perill. En ser la seva existència considerada un tabú i un afront per a tot caçador Yautja honorable, en general quan neixen, aquests són perseguits pels Yautjas com si es tractés d'una blasfèmia.
Quan es produeix una hibridació natural, la gestació de l'embrió en l'amfitrió Yautja és diferent, ja que la gestació del Predalien en un Yautja sol ser molt més lenta que en qualsevol altra forma de vida; malgrat que a Alien vs. Predator neix en menys d'una hora aparentment, si no estan les condicions adequades per a una incubació lenta.
El sistema reproductiu vist en Aliens vs. Predator: Requiem és explicat en els comentaris dels directors. Aquí s'explica que en realitat el Predalien aparegut en la pel·lícula es tracta d'una Predalien reina jove (impregnat per un abraçacares de reina).
- El Predalien Abellot és un xenomorf nascut la impregnació d'un Yautja per part d'un abraçacares o per mitjà de manipulacions genètiques.
- Els Predalien no són solament la variant híbrida més coneguda, també és aquella que mostra una major varietat de formes i aspectes; no solament en els films, en els còmics i videojocs Aliens vs. Predator 1 i 2 sempre hi ha hagut grans diferències quant al disseny d'aquest:
- El model original de Predalien queda establert en el videojoc Aliens vs. Predator. En aquest joc, el Predalien és un ésser molt semblant al corredor, de color vermellós, una mica més baix i robust que un xenomorf corrent. Posseeix dues maixelles a l'estil Yautja i un crit més greu. No obstant això, segons la història del joc, aquest tipus de criatura va ser creada per humans combinant l'ADN d'ambdues criatures.
- Al segon lliurament i en l'expansió, el Predalien és d'un color grisenc, amb les mandíbules i un conjunt de tentacles en el seu cap com els Yautja. En aquest joc el Predalien neix segons el cicle de vida normal del Xenoformo prenent com a amfitrió a un Yautja i interactuen com un membre més del rusc.
- A Aliens vs. Predator: Requiem es presenta al Predalien amb un sistema reproductiu propi que implanta embrions directament en els amfitrions sense necessitat d'un abraçacares o de posar ous, sense si més no haver evolucionat a Reina adulta. En aquesta versió l'ens presenta el to de color groc i verdós de la pell dels Yautja, els apèndixs en el seu cap i les seves característiques mandíbules. La seva grandària i musculatura és major al dels xenomorfs abellots normals, però inferior a la d'una Regna adulta, el seu cap posseeix la corona d'una Regna adulta, però manca del seu segon parell de braços i el seu òrgan reproductor és ovípar; també posseeix la mateixa cua, llengua retràctil, crestes i malformacions pròpies dels xenomorfs.

### Aparicions en altres mitjans

#### Jock-Alien
Neix després d'impregnar a un "Space Jockey", nom pel qual era coneguda l'espècie Enginyer abans de la seva aparició en la pel·lícula Prometheus. En ser aquesta espècie tan gran, el xenomorf resultant és gegant, conserva uns tentacles als costats dels seus llavis, té un color mig blavós i poden impregnar a altres espècies amb embrions que no canvien sense importar l'amfitrió, ja que els impregna amb el Rebentapits en una fase en la qual ja estan molt desenvolupats per assimilar l'ADN i canviar; el jock-alien ho posa en una víctima perquè culmini la seva formació dins d'un ésser del qual pugui alimentar-se de manera lliure, ja que mentre està dins del jock-alien s'absté d'alimentar-se, solament introdueix un embrió per víctima, el Trenca-pits neix de la mateixa grandària de qualsevol altre al cap d'una hora i ja posseeix la capacitat d'escopir àcid.
Pot impregnar fins i tot altres xenomorfs i no se sotmet al poder hipnòtic de la reina. Quan hi ha més d'un, el jock-alien més fort és el que domina; tenen una vida mitjana de 250 anys, es reprodueixen de manera oral, atrapant a les seves víctimes amb els tentacles dels seus llavis, posseeixen detalls que ressalten la seva naturalesa biomecànica i demostra hostilitat a xenomorfs normals o altres variants, per la qual cosa solament conviu amb semblants.
L'Enginyer oposat en la nau encallada de LV-426 a Alien, el vuitè passatger va ser impregnat per un abraçacares.

#### Croc-Alien
És una variació que neix quan l'abraçacara s'adhereix a un cocodril o llangardaix segons la traducció. La criatura solament apareix en el còmic Alien vs Batman.
Aquest xenomorf va adquirir un volum immens, assemblant al d'un petit dinosaure, prop de vuit metres de llarg, cua prima i eixamplada en certs punts, finalment, la punta de la cua té més protuberàncies i molt més deixa anar que la dels xenomorfs convencionals (en proporció al cos), sofreix certs canvis en la columna vertebral i articulacions.
Aquesta mutació no seria possible, ja que la boca d'un cocodril o llangardaix és molt llarga i l'apèndix de l'abraçacara no ho aconseguiria.

#### Alien Amfibi
Apareix en el còmic Aliens, Marines Espacials, si ben un xenomorf comú pot mobilitzar-se i resistir un lapse extens sota l'aigua, aquesta variant està totalment condicionada per a ambients aquàtics.
La seva grandària és similar al d'una reina, posseint una corona i un parell de braços secundaris similars; no obstant això no posseeixen dits en les seves extremitats sinó tenalles i manquen de cames ja que en el seu lloc tenen una extremitat similar a una cua de llagosta que els permet gran llibertat en l'aigua però que els limita en gran quantitat fora d'ella. És un misteri si neixen com un híbrid per impregnació d'una espècie concreta o si és una adaptació espontània que sofreix l'espècie en mons aquàtics, ja que no es va aprofundir massa en la seva naturalesa.

#### Alien Fosc
Apareix en el crossover Mindhunter d'Alien, Depredador, Witchblade i Darkness.
Neix tan bon punt un abraçacares infectés un dels follets de Jackie Estacat. Aquesta criatura és diferent tant als xenomorfs com als éssers creats per The Darkness, posseeix un clatell allargat, encara que més curta que un xenomorf comú i cos prim i de grandària mitjana, no obstant això, la seva cara és similar a la d'un follet amb banyes i les seves extremitats curtes en relació amb el seu cos, adquirint l'aparença gairebé d'una sort de grill; posseeix la sang corrosiva dels xenomorfs i la capacitat de rearmar el seu cos tot i que és esquarterat.
Per aconseguir assassinar-lo, la Sara va haver de lliurar la Witchblade a una femella Yautja, qui va combinar el seu poder amb el d'Estacado per matar-ho, perdent la seva vida en el procés.

#### Alien tarkatà
Varietat que neix quan un abraçacares infecta a un tarkatà. Apareix el videojoc Mortal Kombat X, el seu aspecte és pràcticament similar al xenomorf comú, però posseeix la mandíbula, ullals i fulles d'un tarkatà. Un dels seus moviments més particulars és que els seus paràsits poden prendre ADN d'altres espècies al món de Mortal Kombat, fins i tot poden néixer amb la màscara de Jason Voorhees si aquest és víctima. Un xenomorf de roca pot néixer si la víctima és Tremor.

## Premis i reconeixements
El juny de 2003, l'American Film Institute va revelar els resultats de la seva llista "100 herois i malvats", que reunia a cinquanta herois i cinquanta vilans cinematogràfics nord-americans, quedant l'Alien en el lloc número 14 dels malvats.

## Per a més informació
- Alien – Released on maig 25, 1979 – On-line script. Consultat març 2, 2007.
- Aliens – Released on juny 18, 1986 – On-line script. Consultat març 2, 2007.
- Alien 3 – Released on maig 22, 1992 – On-line script. Consultat març 2, 2007.
- Alien: Resurrection – Released on novembre 26, 1997 – On-line script. Consultat març 2, 2007.
- Goldman, Willie. «Sideshow Collectibles, Inc.». HAIL to THE QUEEN. [Consulta: 15 febrer 2006].
- Nathan. «PlanetAVP.com». Alien universe. Arxivat de l'original el febrer 8, 2006. [Consulta: 15 febrer 2006].
- Unknown author. «Alien Collectors Homeworld». Xenomorph.org, 2002. Arxivat de l'original el febrer 6, 2006. [Consulta: 18 febrer 2006].
- Unknown author. «Predalien». Predalien information. Arxivat de l'original el febrer 3, 2006. [Consulta: 18 febrer 2006].
- Aliens versus Predator (videojoc d'ordinador).
- Aliens versus Predator 2 (videojoc d'ordinador).
- Aliens Colonial Marines Technical Manual, HarperCollins 1996, ISBN 0-06-105343-0.
- Aliens: A Comic Book Adventure (videojoc d'ordinador)
- The Anchorpoint Essays, DNA Reflex
- Xenomorph Types at Alien vs. Predator Central